# Лука Лацабідзе
Лука Лацабідзе (груз. ლუკა ლაცაბიძე; 18 березня 2004, Хашурі) — грузинський футболіст, захисник донецького «Шахтаря».

## Кар'єра
Вихованець футбольної академії тбіліського «Динамо». У липні 2022 року футболіст був переведений до другої команди клубу, разом з якою став виступати у Третій лізі, в якій за підсумком сезону разом із командою став чемпіоном. На початку 2023 року футболіст продовжував тренуватися із другою командою клубу. Перший матч у сезоні футболіст зіграв 28 лютого 2023 проти клубу «Спаєрі», вийшовши на поле в стартовому складі.
Незабаром почав долучатися до матчів основної команди тбіліського клубу. Дебютував за клуб 5 червня 2023 року в матчі проти клубу «Самтредіа», вийшовши на заміну на 94 хвилині. Разом із клубом Лацабідзе став володарем Суперкубку Грузії, де у фіналі 4 липня 2023 року здобули перемогу над батумським «Динамо». Упродовж сезону футболіст продовжував виступати переважно за другу команду клубу. За підсумком сезону футболіст разом з основною командою став срібним призером чемпіонату.
У січні 2024 року з'явилася інформація, що футболіст близький до переходу до донецького «Шахтаря» за суму близько 700 тисяч євро. У лютому 2024 року футболіст офіційно перейшов до «Шахтаря», з яким підписав п'ятирічний контракт.

## Міжнародна кар'єра
У березні 2020 року Лука дебютував за юнацьку збірну Грузії до 17 років у товариському матчі проти збірної Болгарії. У березні 2022 року отримав виклик у юнацьку збірну Грузії до 18 років. Дебютував за збірну у березні 2022 року у товариських матчах проти Угорщини. Також у березні 2022 року разом із юнацькою збірною Грузії до 19 років вирушив на кваліфікаційні матчі юнацького чемпіонату Європи. Дебютував за цю команду 29 березня 2022 року в матчі проти збірної Хорватії.
У вересні 2023 року Лацабідзе отримав виклик у молодіжну збірну Грузії для участі у кваліфікаційних матчах молодіжного чемпіонату Європи.

## Досягнення
- Володар Суперкубка Грузії: 2023